# Les Quatre Fantastiques (jeu vidéo)
Pour les articles homonymes, voir Les Quatre Fantastiques (homonymie).
Les Quatre Fantastiques  est un jeu vidéo d'action édité par Activision et développé par 7 Studios ou Beenox selon les plates-formes, adapté du film du même nom réalisé par Tim Story sorti en 2005. La version Nintendo DS était prévue mais annulée.

## Distribution

### Voix originales
- Ioan Gruffudd : Reed Richards / Mr Fantastic
- Jessica Alba : Susan Storm / La Femme invisible
- Chris Evans : Johnny Storm / La Torche humaine
- Michael Chiklis : Ben Grimm / La Chose
- Julian McMahon: Victor Von Fatalis / Docteur Fatalis
- Cree Summer: Alicia Masters
- Lex Lang: Annihilus

### Voix françaises
- Xavier Fagnon : Reed Richards / Mr Fantastic
- Barbara Delsol : Susan Storm / La Femme invisible
- Maël Davan-Soulas : Johnny Storm / La Torche humaine
- Patrick Floersheim : Ben Grimm / La Chose
- Arnaud Arbessier: Victor Von Fatalis / Docteur Fatalis

## Accueil
- Jeuxvideo.com : 9/20 (PS2/XB/GC)[1] - 8/20 (PC)[2] - 8/20 (GBA)[3]